# Sommardräkt

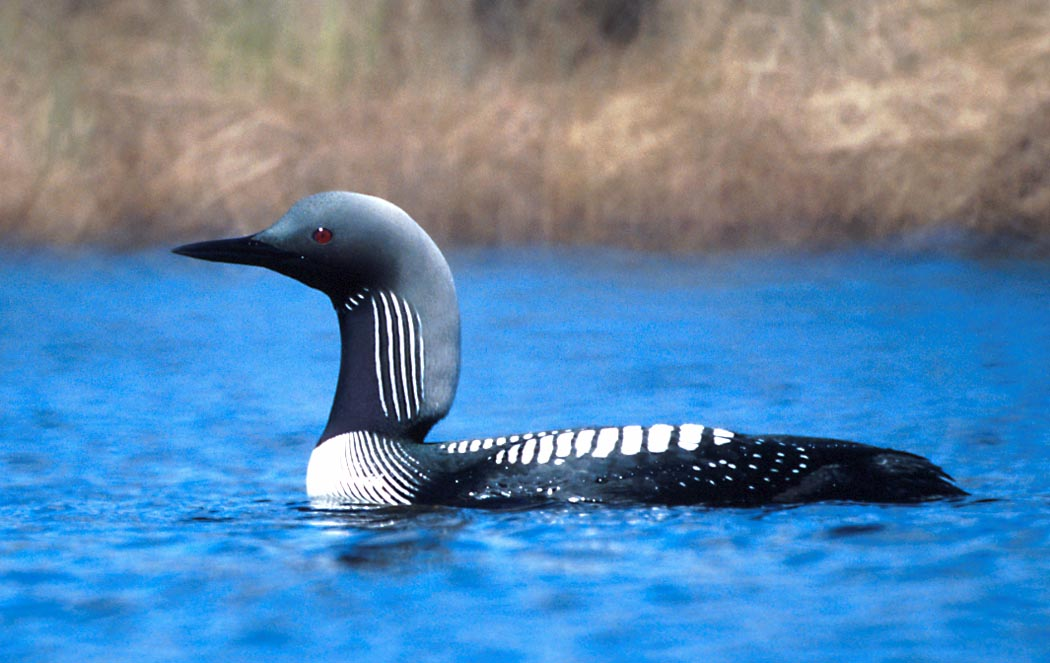
Stillahavslom (Gavia pacifica) i sommardräkt.

Sommardräkt eller häckningsdräkt är begrepp som används lite generellt inom ornitologi för det utseende fåglar har under häckningstid, det vill säga på vår och försommarhalvåret. Begreppet används bara på fåglar vars fjäderdräkt skiljer sig under denna period från resterande tid på året. Begreppet används mest om adulta, det vill säga fullt utfärgade fåglar. Exempelvis använder man begreppen sommardräkt kontra vinterdräkt när man talar om exempelvis måsar och trutar, lommar, doppingar, vissa vadare och fältsparvar. På grund av en mer komplicerade ruggningscykel så talar man oftast inte om sommardräkt eller vinterdräkt hos merparten av änder utan istället om praktdräkt, eklipsdräkt etc. Arter som har en tidig häckningssäsong ruggar till sommardräkt tidigt på vårvintern medan andra anlägger den senare. Hos en del arter framträder sommardräkten genom nötning av de fjädrar som nybildats under vårruggningen som exempelvis hos staren. Många arter genomgår en fullständig ruggning, till vinterdräkt, tiden efter häckning men före höstflytten, det vill säga redan i juli-augusti. Andra arter, så som tropikflyttare, ruggar efter höstflytten i sina vinterkvarter.  